# Bernard de Béarn
Bernard de Béarn († vers 1381) est l'un des fils bâtards de Gaston Fébus. Il est fait Ier comte de Medinaceli (1368) et fonde la dynastie des comtes de Medinaceli.

## Histoire
Il est légitimé à Avignon par une bulle papale de Grégoire XI, le 17 septembre 1371.
Il combat en Castille au service de Henri de Trastamare contre Pierre le Cruel ce qui lui vaut le titre de comte de Medinaceli.
Il épouse à Séville le 14 septembre 1370 Isabel de la Cerda (1329-1385), dame de Huelva, Gibraleón et de Puerto de Santa María, descendante des rois de Castille et de Léon. Elle est notamment l'arrière-petite-fille de Ferdinand de la Cerda, la petite-fille d'Alphonse et la fille de Louis.
Ensemble, ils ont un fils Gaston II, second comte de Medinaceli, au service des rois espagnols. Ses descendants sont élevés au rang de ducs.
Bernard de Béarn est enterré au Monastère de Santa María la Real de Huerta (Province de Soria).